# Kagwenge
Kagwenge är ett periodiskt vattendrag i Burundi.   Det ligger i provinsen Muyinga, i den norra delen av landet, 150 kilometer nordost om huvudstaden Bujumbura.
Omgivningarna runt Kagwenge är huvudsakligen savann. Runt Kagwenge är det ganska tätbefolkat, med 93 invånare per kvadratkilometer.